# Betxuanalàndia Britànica

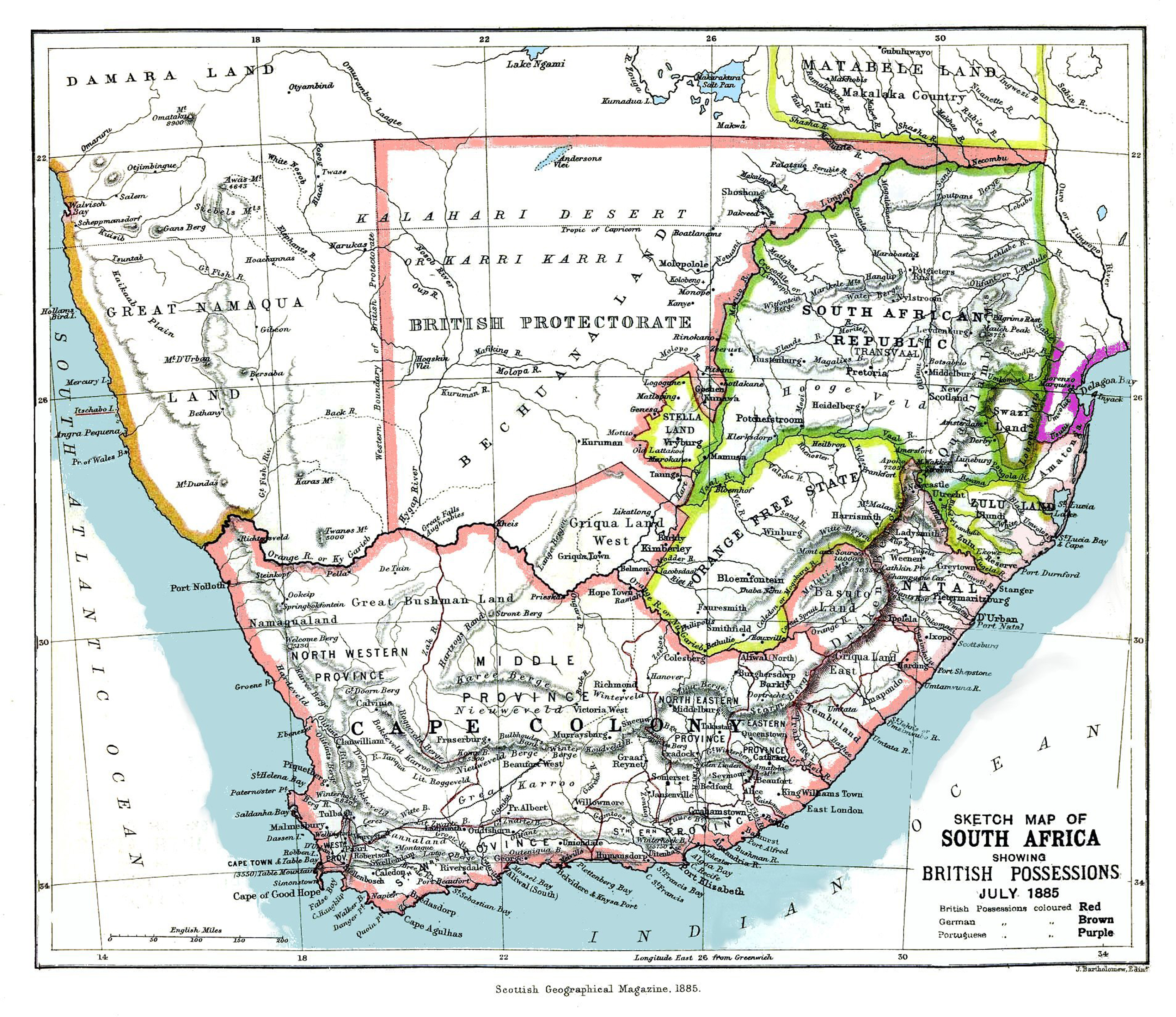
Betxuanalàndia el 1885, just abans de la formació de la colònia de Betxuanalàndia Britànica.

La colònia britànica de Betxuanalàndia, coneguda com a Betxuanalàndia Britànica, fou un dels territoris de l'Imperi Britànic conquerits durant la Cursa per l'Àfrica.
Ja el segle xix, es trencaren les hostilitats entre els batswana i els colons bòer de Transvaal. Després de les apel·lacions d'ajuda dels batswana, els britànics van establir un protectorat al sud del riu Molopo l'abril de 1884 i el 27 de gener de 1885 van ampliar-lo al nord del riu, fins als 22º de latitud sud, ocupant el territori de les tribus bakwena, bangwaketse i bangwato. Van enviar-hi una expedició militar (Bechuanaland Expeditionary Force) dirigida pel general Sir Charles Warren, per fer efectiva la protecció britànica sobre Betxuanalàndia i el Kalahari el gener de 1885 i van aconseguir-hi l'annexió dels Estats Units de Stellaland, que bloquejaven l'expansió i el trànsit de mercaderies britànics amb l'Àfrica central. Així impediren la possibilitat de l'establiment d'una continuïtat territorial entre l'Àfrica Sud-occidental Alemanya i la República de Transvaal.
Els territoris del protectorat britànic de Betxuanalàndia situats al sud del riu Molopo van formar la Colònia de Betxuanalàndia, constituïda formalment el 30 de setembre de 1885 i que tingué per capital Mafeking, mentre que els territoris situats al nord del riu van formar el Protectorat de Betxuanalàndia.
La Colònia va restar sota administració militar fins al 23 d'octubre de 1885, primer governada per Frederick Carrington (1844-1913) i després per un administrador, Sidney Godolphin Alexander Shippard (1837-1901). Nomenat Sir el 1887, va exercir el càrrec fins al 3 d'octubre de 1895 quan la colònia fou suprimida i incorporada a la colònia del Cap de Bona Esperança.